# Ripari Villabruna
Ripari Villabruna és un petit refugi rocós al nord de la península Itàlica amb restes funeràries neolítiques. Conté enterraments de cromanyons, amb cossos i dipòsits funeraris de 14.000 anys d'antiguitat. El jaciment ha contribuït enormement a la comprensió de l'evolució de les pràctiques mèdiques durant el Neolític i de les pràctiques religioses en les primeres comunitats humanes.

## Història
L'excavació i remoció d'enderrocs a la vall de Cismon, al municipi de Sovramonte, província de Belluno, a la península Itàlica, a la fi dels 1980, dugué al descobriment d'uns refugis rocosos (abrics) situats a una altitud de 500 m sobre el nivell de la mar, que mostren uns impressionants vestigis de l'assentament d'humans prehistòrics i les seues activitats. Els refugis rocosos, dits així pel seu descobridor, "Ripari Villabruna", són part d'un complex sistema de jaciments que van des dels punts més baixos de la vall fins a les altures alpines. Les excavacions corroboren que els humans ocuparen aquest lloc sovint durant curts períodes en un context cultural epigravetià tardà, datat mitjançant el carboni 14 de 14.000 anys enrere i continuant fins a la meitat del subsegüent Holocé.

## Villabruna 1
El 1988 es va descobrir en la base de les capes arqueològiques una tomba que contenia un esquelet ben preservat. La datació directa amb espectrometria de masses amb accelerador de les restes de l'esquelet revelà una edat de 14.160 a 13.820 anys. L'enterrament es va fer durant les primeres etapes de l'assentament humà als refugis rocosos. El cadàver es col·locà en un pou estret i poc fondo de 30 a 40 cm de profunditat: se li va girar el cap cap a l'esquerra amb els braços estirats tocant el cos.
A l'esquerra del cos hi havia sis accessoris d'enterrament. L'equip típic d'un caçador-recol·lector: un ganivet de pedra, un nucli de pedra, una altra pedra que servia de martell, una fulla de pedra, una punta d'os i una boleta d'ocre i pròpolis (una matèria resinosa, produïda per les abelles). A la part superior de la tomba col·locaren unes plaquetes de pedra calcària decorades amb dibuixos en ocre.
L'excel·lent preservació de l'esquelet de Villabruna 1 ajudà a investigar fil per randa alguns aspectes de la biologia de l'esquelet, com ara la grandària corporal, la morfologia craniofacial, el desgast de les dents, l'anatomia funcional i els aspectes nutricionals i patològics. La comparació de Villabruna 1 i troballes semblants amb les persones d'ara amplià la comprensió de les variacions bioculturals, les condicions de vida i les estratègies de supervivència de la població del Paleolític d'Europa.
Villabruna 1 és significatiu per a la història de la genètica de poblacions: es trobà que les restes duen l'haplogrup del cromosoma Y humà. Aquest és l'exemple documentat més antic de l'haplogrup R1b a Europa occidental.